# GSC8305-895
GSC8305-895 — хімічно пекулярна зоря спектрального класу Si, що має видиму зоряну величину в смузі V приблизно 11,0.